# ARN polycistronique
Un ARN polycistronique est un ARN messager (ARNm) contenant plusieurs cistrons consécutifs, et donc codant plusieurs chaînes polypeptidiques.
Au sens propre, l'ARN polycistronique n'existe que chez les procaryotes : il possède plusieurs codons d'initiation et codons-stop sur un même ARN qui permet la synthèse de plusieurs protéines à partir du même ARN.
Chez les eucaryotes, il existe dans les mitochondries et les chloroplastes des ARN polycistroniques, mais à la différence des systèmes bactériens, il doit y avoir une maturation préalable, avec une coupure physique de l'ARN entre les cistrons, avant que la traduction puisse avoir lieu.

## Utilisation cellulaire
L'utilisation d'ARN messagers polycistroniques est un moyen pour la cellule de coordonner la synthèse protéique et de contrôler la quantité relative des produits codés par les différents cistrons. C'est donc un moyen de régulation de l'expression des gènes. L'ensemble des gènes portés par un même ARN messager polycistronique et les séquences régulatrices qui les précèdent, promoteur, opérateur, sont appelés un opéron.
Chez les bactéries, les différentes sous-unités d'une même protéine oligomérique sont fréquemment codées par un seul ARN messager polycistronique. Ainsi, par exemple, chez Escherichia coli, les deux sous-unités α et β de la tryptophane synthase sont codées par deux gènes adjacents, trpA et trpB, qui sont transcrits sur un même ARN messager polycistronique. Ceci permet a la bactérie de synchroniser la production des deux sous-unités de l'enzyme qui sont synthétisées de manière couplée et stœchiométrique.

## Fréquence chez les bactéries
Chez Escherichia coli, environ la moitié des gènes sont transcrits sous forme d'ARN messagers polycistroniques. En termes d'ARN transcrits, environ 27 % des ARN messagers sont polycistroniques, dont 17 % portant deux cistrons, 7 % portant trois cistrons et le reste, quatre cistrons ou plus.